# Kill at Will
Kill at Will – minialbum amerykańskiego rapera o pseudonimie Ice Cube wydany w grudniu 1990 roku nakładem wytwórni Priority Records. Wydawnictwo zdobyło status platynowej płyty.

## Lista utworów
| # | Tytuł                                                                  | Producent    | Sample | Czas |
| - | ---------------------------------------------------------------------- | ------------ | --- | ---- |
| 1 | "Endangered Species (Tales From The Darkside)" (Remix) (gośc. Chuck D) | Sir Jinx     | - "The Payback" w wykonaniu Jamesa Browna - "Funky Drummer" w wykonaniu Jamesa Browna - "Standin' on the Verge of Gettin' It On" w wykonaniu Funkadelic - "Bop Gun (Endangered Species)" w wykonaniu Parliament - "Straight Outta Compton [Extended Mix] w wykonaniu N.W.A - "Bring the Noise" w wykonaniu Public Enemy | 4:10 |
| 2 | "Jackin' For Beats"                                                    | Chilly Chill | - "It's a Man's Man's Man's World" w wykonaniu Jamesa Browna - "The Payback" w wykonaniu Jamesa Browna - "Funky President" w wykonaniu Jamesa Browna - "Funky Drummer" w wykonaniu Jamesa Browna - "I Know You Got Soul" w wykonaniu Bobby'ego Byrda - "Hot Pants - I'm Coming, I'm Coming, I'm Coming" w wykonaniu Bobby'ego Byrda - "Bop Gun (Endangered Species)" w wykonaniu Parliament - "Sing a Simple Song" w wykonaniu Sly and the Family Stone - "Big Ole Butt" w wykonaniu LL Cool J'a - "So Wat Cha Sayin'" w wykonaniu EPMD - "Heed the Word of the Brother" w wykonaniu X-Clan - "They Call Me D-Nice" w wykonaniu D-Nice - "Ashley's Roachclip" w wykonaniu The Soul Searchers - "Bon Bon Vie" w wykonaniu T.S. Monk - "Tramp" w wykonaniu Lowella Fulsona - "Psychedelic Shack" w wykonaniu The Temptations - "Hector" w wykonaniu Village Callers - "The Big Beat" w wykonaniu Billy'ego Squiera - "The Haunted House"; narrator: Laura Olsher - "Welcome to the Terrordome" w wykonaniu Public Enemy - "Rebel Without a Pause" w wykonaniu Public Enemy - "The Humpty Dance" w wykonaniu Digital Underground - "100 Miles and Runnin" w wykonaniu N.W.A. | 2:57 |
| 3 | "Get Off My Dick And Tell Yo Bitch To Come Here" (Remix)               | Sir Jinx     | | 3:40 |
| 4 | "The Product"                                                          | Chilly Chill | - "Good Times" w wykonaniu Kool and the Gang - "Rated X" w wykonaniu Kool and the Gang - "Jungle Boogie" w wykonaniu Kool and the Gang - "You Can Make It if You Try" w wykonaniu Sly and the Family Stone - "Train Sequence"; narrator: Geoffrey Sumner - "Funky Drummer" w wykonaniu Jamesa Browna - "The Nigga Ya Love to Hate" w wykonaniu Ice Cube'a - "Illegal Search" w wykonaniu LL Cool J'a | 3:35 |
| 5 | "Dead Homiez"                                                          | Chilly Chill | - "Rollin' Wit the Lench Mob" w wykonaniu Ice Cube'a - "Do Like I Do" w wykonaniu Smokey Robinson | 3:56 |
| 6 | "JD's Gaffilin' (Part 2)"                                              | Chilly Chill | | 0:33 |
| 7 | "I Gotta Say What Up!!!"                                               | Chilly Chill | - "Hyperbolicsyllabicsesquedalymistic" w wykonaniu Isaaca Hayesa - "Synthetic Substitution" w wykonaniu Melvina Blissa - "Who Stole the Soul?" w wykonaniu Public Enemy | 3:05 |

## Pozycje na listach
| Rok  | Album        | Notowania     | Notowania              |
| Rok  | Album        | Billboard 200 | Top R&B/Hip-Hop Albums |
| ---- | ------------ | ------------- | ---------------------- |
| 1991 | Kill At Will | 34            | 5                      |